# Reinaart van Heeze
Reinaart van Heeze was een edelman die heer van Heeze was. Van hem is weinig meer bekend dan een verwijzing naar zijn naam in enkele documenten. Zijn voorganger was Herbertus van Heeze.
In 1224 deed hij een schenking aan de Abdij van Averbode.
Omstreeks 1274 werd hij, of een opvolger van dezelfde naam, vermoord. Dit leidde tot diplomatiek overleg tussen de graaf van Gelre en de hertog van Brabant over de uitlevering van de moordenaar en de verbeurdverklaring van zijn goederen.
Mogelijk is hij nog korte tijd opgevolgd door zijn zoon Herbertus, maar de heerlijkheid kwam vermoedelijk zeer snel aan Willem II van Horne, waarna ze gedurende langere tijd bezit van dit geslacht zou blijven.